# Могила Осипа Маковея
Могила Осипа Маковея — пам'ятка історії національного значення, місце поховання українського письменника Осипа Маковея. Розташована на кладовищі у місті Заліщиках Тернопільської области.
Встановлена 1957 року.
Виготовлена самодіяльними майстрами з каменю, висота — 1,3 м., площа — 0,0010 м.